# Mokrenje
Mokrenje ili uriniranje, kolokvijalno i piškenje, a vulgarno i pišanje, jeste proces izbacivanja otpadnih materija u tečnom obliku iz organizma putem urina tj. mokraće. Obavlja se putem telesnog sistema koji se naziva urinarni sistem koji se sastoji od bubrega, mokraćnih puteva, mokraćne bešike i mokraćne cevi.